# Isaac Walthour
Isaac "Rabbit" Walthour (nacido en 1928 en Nueva York, Nueva York) es un exjugador de baloncesto estadounidense que disputó una temporada en la NBA. Con 1,80 metros de estatura, jugaba en la posición de base.

## Trayectoria deportiva

### High School
Jugó durante su etapa de instituto en el Benjamin Franklin High School de Nueva York.

### Profesional
Sin pasar por la universidad, Walthour fue una leyenda de los playgrounds neoyorquinos, hasta que con 22 años los Boston Celtics lo invitaron al campus de pretemporada tras haber elegido a Chuck Cooper en el Draft de la NBA de 1950, el primer negro que lo conseguía, y optaron por hacerse con más jugadores de color que le acompañaran. Además de Rabbit, eligieron a Hank DeZonie y a Chuck Harmon, que años más tarde se convertiría en profesional del béisbol. Pero a Walthour le cerró el paso Bob Cousy, que jugaba en su mismo puesto.
Años más tarde, en 1953 fichó por los Milwaukee Hawks, con los que únicamente llegó a disputar cuatro partidos, anotando dos puntos en total.

## Estadísticas de su carrera en la NBA

### Temporada regular
| Temporada | Edad | Equipo          | Liga | Pos. | P | TIT | MIN | TC  | TCA | %TC  | 3P | 3PA | %3P | TL  | TLA | %TL | R.OF. | R.DEF. | REB | ASIS | ROB | TAP | PER | FP  | PTS |
| 1953-54   |      | Milwaukee Hawks | NBA  |      | 4 |     | 7.5 | 0.3 | 1.5 | .167 |    |     |     | 0.0 | 0.0 |     |       |        | 0.3 | 0.5  |     |     |     | 1.5 | 0.5 |
| Total     |      |                 | NBA  |      | 4 |     | 7.5 | 0.3 | 1.5 | .167 |    |     |     | 0.0 | 0.0 |     |       |        | 0.3 | 0.5  |     |     |     | 1.5 | 0.5 |